# Łosiów
Łosiów is een plaats in het Poolse district  Brzeski (Opole), woiwodschap Opole. De plaats maakt deel uit van de gemeente Lewin Brzeski en telt 1600 inwoners.

## Verkeer en vervoer
- Station Łosiów